# 南开大学津南研究院
南开大学津南研究院，即南开大学科技成果转化中心津南分中心，是由南开大学与天津市津南区政府共同建设。